# ファランクス (ゲーム)
『ファランクス』 (PHALANX) は、1991年にズームが発売したX68000のシューティングゲームである。
一時期ズームの公式サイトでイメージファイルが無償公開されていたが、現在は終了している。
2003年にプロジェクトEGGでダウンロード販売が開始された。
なおファランクスとは、古代ギリシアや古代ローマで用いられた、重装歩兵による密集方陣の戦闘隊形のことである。

## ストーリー
共和同盟軍（RAF）第26資源惑星デリアからの通信が断たれて48時間が経過し、降下した調査隊も「細かい組織状の液体が侵入してくる」という報告を最後に消息を絶った。侵略の意志を持った異種生命体との遭遇に特殊戦術要塞・通称GODEYEのヒレンカーター司令官は全艦に迎撃体制を命じ、多目的戦闘機A-144 PHALANX投下作戦が決定された。AD2279年5月17日、0時。A-144と支援艇を搭載した輸送艇は、謎の液状生命体に乗っ取られてしまったシステムの中枢を目指し、ゆっくりとデリアに降下する。

## 他機種版
| No. | タイトル     | 発売日                                      | 対応機種               | 開発元（または移植担当） | 発売元           | メディア                       | 型式                                   | 売上本数 | 備考                                           |
| --- | ------------ | ------------------------------------------- | ---------------------- | ------------------------ | ---------------- | ------------------------------ | -------------------------------------- | -------- | ---------------------------------------------- |
| 1   | ファランクス | 1992年8月7日 1992年10月 1992年              | スーパーファミコン     | ズーム                   | コトブキシステム | 8メガビットロムカセット        | SHVC-PH SNS-PH-USA SNSP-PH-NOE         | -        |                                                |
| 2   | ファランクス | 2001年10月26日 2001年1月23日 2001年12月27日 | ゲームボーイアドバンス | コトブキシステム         | コトブキシステム | ロムカセット                   | AGB-APXJ-JPN AGB-APXP-EUR AGB-APXE-USA | -        | SFC版をもとにしたアレンジ移植。                |
| 3   | ファランクス | 2003年12月3日                               | Windows                | ズーム                   | ズーム           | ダウンロード (プロジェクトEGG) | -                                      | -        | X68000版の移植                                 |
| 4   | ファランクス | 2009年12月22日                              | Wiiウェア              | ズーム                   | ズーム           | ダウンロード                   | -                                      | -        | X68000版の復刻版とアレンジ版を収録。           |
| 5   | ZOOM PACK Ⅰ  | 2023年8月8日                                | X68000 Z               | 瑞起                     | 瑞起             | SDカード                       | -                                      | -        | X68000版の移植：『ジェノサイド』とのセット販売 |

### Wiiウェア版
2009年12月22日に発売されたWiiウェア版には、 X68000版の復刻版とアレンジ版が収録されている。復刻版のBGMやグラフィックはX68000版に準拠しているが、ステージ1終盤の前景・背景の多重スクロールなどオミットされた要素もある。アレンジ版ではX68000版よりも、自機の弾の発射レートが遅くなる代わりに、弾切れがしにくくなっている。武装の性能やエフェクトがパロディ演出になるアイテムが登場したり、ステージ間に駄洒落ネタのデフォルメキャラ絵が挿入され、一部敵キャラクターやボスなどがパロディキャラに変更されている。また、SFC版同様に自機の武装や速度がプレイ中いつでも変更可能。

## 音楽
ズームのX68000用ゲームでは唯一、外部スタッフである神尾憲一が作曲を担当した。
BGMは、MIDIインターフェースを介してローランド製サウンドモジュールMT-32での再生に対応している。同社SC-55のMT-32モードでも一応再生できるが、キーオフが正しく行われず一部パートの音が鳴りっ放しになる等の不具合がある。

## スタッフ
- ゴッド・ファーザー：福田正和
- 原作：COOL BOY!
- メイン・プログラム：山尻立男
- オブジェクト・プログラム：山尻立男、竹田淳一、大西弘海
- マップ・プログラム：山尻立男
- オブジェクト・エントリー：増田睦子、大西弘海
- オープニング：山尻立男
- エンディング：増田睦子
- スタッフ・ライト：佐藤明
- メイン・デザイナー：福田正和
- オブジェクト・デザイナー：福田正和、上戸直樹
- オリジナルGFX：福田正和、上戸直樹
- 背景デザイン：上戸直樹、桑原美生
- タイトル・デザイン：福田正和
- パッケージ・アート：髙荷義之
- 音楽：神尾憲一
- スペシャル・サンクス：たかみかずのり、いとうよしひと、おおくぼゆうこ、ログイン、ポプコム、コンプティーク、テクノポリス、Oh!X、マイコンBASICマガジン、Milon Enterprise、ライトリンクミュージック

## 評価
スーパーファミコン版
ゲーム誌『ファミコン通信』の「クロスレビュー」では、6・4・5・4の合計19点（満40点）、『ファミリーコンピュータMagazine』の読者投票による「ゲーム通信簿」での評価は以下の通りとなっており、21.45点（満30点）となっている。この得点はスーパーファミコン全ソフトの中で106位（323本中、1993年時点）となっている。また、同雑誌1993年8月情報号特別付録の「スーパーファミコンオールカタログ'93」では、「難易度はかなり高いので、シューティングマニアを自負する人におすすめ」と紹介されている。
| 項目 | キャラクタ | 音楽 | 操作性 | 熱中度 | お買得度 | オリジナリティ | 総合  |
| 得点 | 3.48       | 3.55 | 3.79   | 3.64   | 3.45     | 3.55           | 21.45 |

ゲームボーイアドバンス版
ゲーム誌『ファミ通』の「クロスレビュー」では合計26点（満40点）になっている。

## 関連作品
タイニーファランクス
- プレイステーション版

プレイステーション用ソフト『ZERO DIVIDE』（1995年）のゲーム起動時、ズームのロゴが消えるまで2P側コントローラのSTARTとSELECTを押しっぱなしにすると、隠しゲームの『TinyPhalanx』が遊べるようになる。
プレイステーション版PHALANXとして開発が進められていたが、売り上げが見込めないという理由で開発が中断されたため、『ZERO DIVIDE』におまけという形で入った。
全3ステージ構成、BGMは上記の移植版とも異なるオリジナルのものとなっている。
- セガサターン版

セガサターン用ソフト『ゼロ・ディバイド-THE FINAL CONFLICT』（1997年）で総プレイ時間が3時間以上を超えると、隠しゲームの『MiniPhalanx』が遊べるようになる。
ゲーム中は一切の音が鳴らない・背景が黒一色・敵やアイテムの種類が少ない、一定の展開をループするなど力の入ったものとはなっていない。
上記のプレイステーション版『タイニーファランクス』とおまけである点と、タイトルにファランクスを含む以外は別のものである。